# Новрузалієв Конагбек Мевланович
Конагбек Мевлан оглу Новрузалієв (1918, с. Нюгеди, Азербайджан — †11 червня 1951, Очеретянка, Житомирська область, УРСР) — сержант, командир відділення автоматників.
Народився в 1918 р. в с. Нюгеди Губінського району Азербайджан. В РККА з 1941 р. В боях під Житомиром попав у оточення, воював в партизанському загоні. Повернувся в регулярну армію в 1944 році. Автоматник  1159-го стрілецького полку (351-а стрілецька дивізія, 18-а армія,4-й Український фронт) рядовий Новрузалієв 4 травня 1944 року в районі населеного пункту Михалків (за 36 км західніше м. Городенка Івано-Франківська область), очолив групу автоматників, відбив 5 контратак гітлерівців, знищив багатьох з них, утримував займаючий рубіж. 26 травня 1944 року нагороджений орденом Слави 3-го ступеня.
Будучи командиром відділення роти автоматників того ж полку сержант Конагбек Новрузалієв 31 липня 1944 року на підступі до м. Долина (Івано-Франківська область) чотири рази ходив з бійцями в атаку. Увірвашись в бойові порядки супротивника, воїни знищили міномет з обслугою та більше 20 гітлерівців. 23 серпня 1944 року. Новрузалієв нагороджений орденом Слави 2-го ступеня.
9 вересня 1944 року в бою за населений пункт Болт (на північний-захід від м. Ужгород) в числі перших пройшов мінне огородження супротивника, зблизився з неприятилем та вогнем з автомата знищив 6 німецьких солдат. 
24 березня 1945 нагороджений орденом Слави 1-го ступеня.
Демобілізований з армії в 1945 р.

## Пам'ять
Школі с. Очеретянка (Житомирська область), у 1990 році,  присвоєно ім'я кавалера орденів Слави трьох ступенів К.М. Новрузалієва .